# Santa Domenica Vittoria
Santa Domenica Vittoria (Santa Duminica in siciliano) è un comune italiano di 858 abitanti della città metropolitana di Messina in Sicilia. È uno dei comuni del Parco dei Nebrodi.

## Geografia fisica
Santa Domenica Vittoria si trova al confine orientale del Parco dei Nebrodi, vicino a dove sorge il fiume Alcantara. Il paese è uno dei migliori punti di osservazione del versante settentrionale dell'Etna nella quale si versano le rare colate laviche del versante nord e nord-est del vulcano. Inoltre, lo scarso inquinamento luminoso rende la zona un punto di osservazione del cielo stellato per fotografi e astronomi amatoriali.
Il paese essendo molto vicino al confine con il lato orientale del Parco dei Nebrodi è uno dei punti di ingresso alle zone picnic è a svariati percorsi. Inoltre essendo attraversato dalla Strada statale 116 Randazzo-Capo d'Orlando un percorso che collega il versante settentrionale dell'Etna con la costa tirrenica del Messinese, attraverso i monti Nebrodi è uno dei percorsi usati dai ciclisti amatoriali e dalle organizzazioni sportive di ciclismo.
Il paese è costruito sulle colline argillose sud-orientali dei Nebrodi, zona soggetta a cedimenti del terreno causati dall'acqua. Un esempio storico di cedimento del terreno è del marzo 1996, quando a causa dell'acqua si verificò uno slittamento del terreno che distrusse parte del tracciato della SS116. A causa di questo tipo di terreno argilloso il paese sta sprofondando a valle. Infatti il paese si trovava a 1080 metri di altitudine, ma a oggi si trova a 1027 metri.

## Storia
Il paese è di origine feudale, risalente al XVII secolo. Cominciò ad esistere con il nome attuale a partire dal 1628, come feudo della famiglia Pagano che lo acquistò dal marchese di Roccella, Michele Spadafora Maniaci.

### Simboli
Lo stemma comunale e il gonfalone sono stati concessi con decreto del presidente della Repubblica del 22 ottobre 1987.
(D.P.R. del 22 ottobre 1987)
Il gonfalone è un drappo di giallo.

## Monumenti e luoghi d'interesse

### Architetture religiose

#### Chiesa madre di Santa Domenica Vittoria
La Chiesa Madre di Santa Domenica Vittoria nota come il nome "Chiesa parrocchiale Sant'Antonio Abate" è il primo edificio culturale e storico del paese e simbolo delle origini feudali del paese e simbolo di Domenico Alliata, 5º principe di Villafranca e di Vittoria di Giovanni, principessa di Ucria, che nel 1776 venne finanziato è trasformarono da originaria "Cappella" in "Chiesa Sacramentale", dotando la nuova costruzione di un piccolo fonte battesimale marmoreo con lo stemma della famiglia che è l’oggetto più antico della chiesa. La chiesa è l'unica chiesa presente nel paese. A pianta longitudinale e con un campanile visibile da tutto il paese, secondo una leggenda, fu il primo edificio di S. Domenica Vittoria e sorgerebbe sopra un'antica grotta dove si dice sia avvenuta la visione di Santa Domenica di Tropea, la prima patrona del paese.

## Società

### Evoluzione demografica
Abitanti censiti

## Amministrazione
Di seguito è presentata una tabella relativa alle amministrazioni che si sono succedute in questo comune.
| Periodo         | Periodo         | Primo cittadino                    | Partito              | Carica          | Note  |
| --------------- | --------------- | ---------------------------------- | -------------------- | --------------- | ----- |
| 7 giugno 1985   | 26 maggio 1990  | Salvatore Paolo Perdichizzi        | Democrazia Cristiana | Sindaco         | [ 8 ] |
| 26 maggio 1990  | 3 dicembre 1993 | Salvatore Paolo Perdichizzi        | Democrazia Cristiana | Sindaco         | [ 8 ] |
| 3 dicembre 1993 | 31 gennaio 1994 | Santi Sturniolo                    |                      | Comm. regionale | [ 8 ] |
| 31 gennaio 1994 | 25 maggio 1998  | Antonietta Spartà                  | -                    | Sindaco         | [ 8 ] |
| 25 maggio 1998  | 27 maggio 2003  | Salvatore Campione                 | lista civica         | Sindaco         | [ 8 ] |
| 27 maggio 2003  | 17 giugno 2008  | Costantino Antonio Pinzone Vecchio | lista civica         | Sindaco         | [ 8 ] |
| 17 giugno 2008  | 8 luglio 2013   | Antonio Pinzone Vecchio Costantino | lista civica         | Sindaco         | [ 8 ] |
| 10 giugno 2013  | 2023            | Giuseppe Patorniti                 |                      | Sindaco         | [ 8 ] |

### Altre informazioni amministrative
Il comune di Santa Domenica Vittoria fa parte delle seguenti organizzazioni sovracomunali: regione agraria n.3 (Alto Fantina e Alto Mela).